# النباتات في أذربيجان
أراضي جمهورية أذربيجان لديها النباتات الغنية. هناك أكثر من 4500 المزهرة، وأنواع مختلفة من أنواع النباتات. إن نباتات أذربيجان أغنى بكثير من الجمهوريات الأخرى في جنوب القوقاز.تشكل الأنواع النباتية 66٪ من إجمالي كمية الأنواع النباتية المهددة بالانقراض في القوقاز.معظم النباتات والفاكهة العالية في النباتات في أذربيجان مهمة في الطب. وقد استخدم الناس منذ فترة طويلة لعلاج هذه الأمراض أو غيرها من الأمراض منذ العصور القديمة.النباتات مع هذه الخصائص هي 1545 نوعا.  وهي تمثل 34.3٪ من مجموع أنواع النباتات المدرجة في نباتات أذربيجان.

## الحدائق الوطنية في أذربيجان

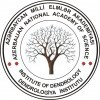

- غويغول الحديقة الوطني
- حديقة ألتيغاش الوطنية
- حديقة نباتات
- حديقة غزيلاغاج

## حديقة نباتية

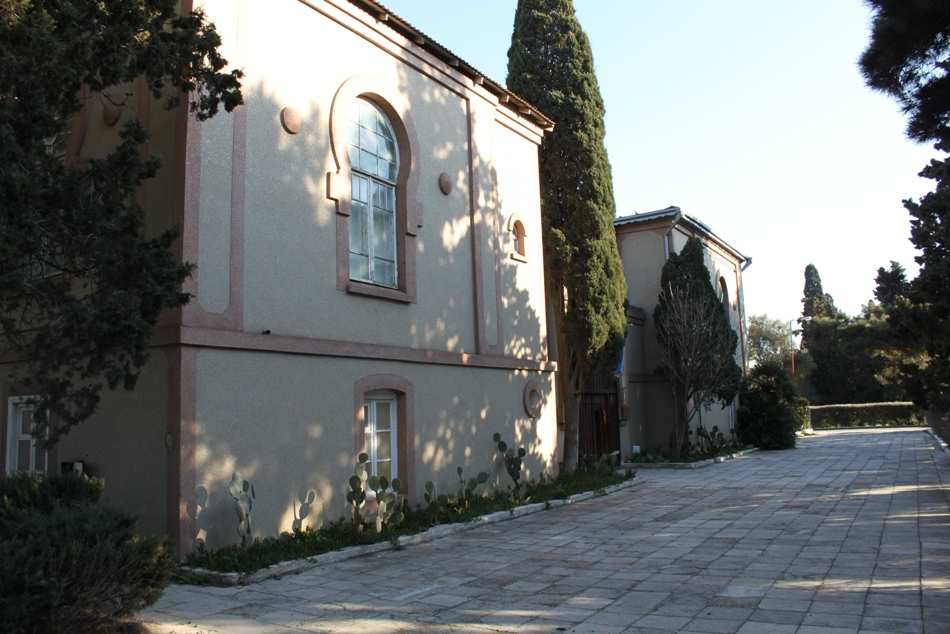
حديقة نباتات

وهي مؤسسة أبحاث علمية داخل أكاديمية العلوم الوطنية الأذربيجانية. حيث الغرض الرئيسي هو إدخال وحماية الجينات من أنواع النباتات من النباتات في أذربيجان.حديقة نباتية  هي  أخرى اسم حديقة  بوتانكا .حديقة تقع في باكو. وقد تم البحث في الخصائص البيولوجية الحيوية، وإدخال، والتشكل، واستنساخ وإعادة إدخال بعض الأشجار والشجيرات النادرة والمهددة بالانقراض من النباتات في أذربيجان في الظروف الموضعية وخارج الموقع وأسباب تقلص هذه النباتات تم تحديدها وفئات الخطر اقتراحات للحماية.وقد تم تحديد الأنواع الثابتة لاستخدامها في المساحات الخضراء ووضعت توصيات لاستخدامها.ولأول مرة في ظروف أبشيرون، تم تطوير المقياس لتقييم آفاق إدخال الأشجار والشجيرات.

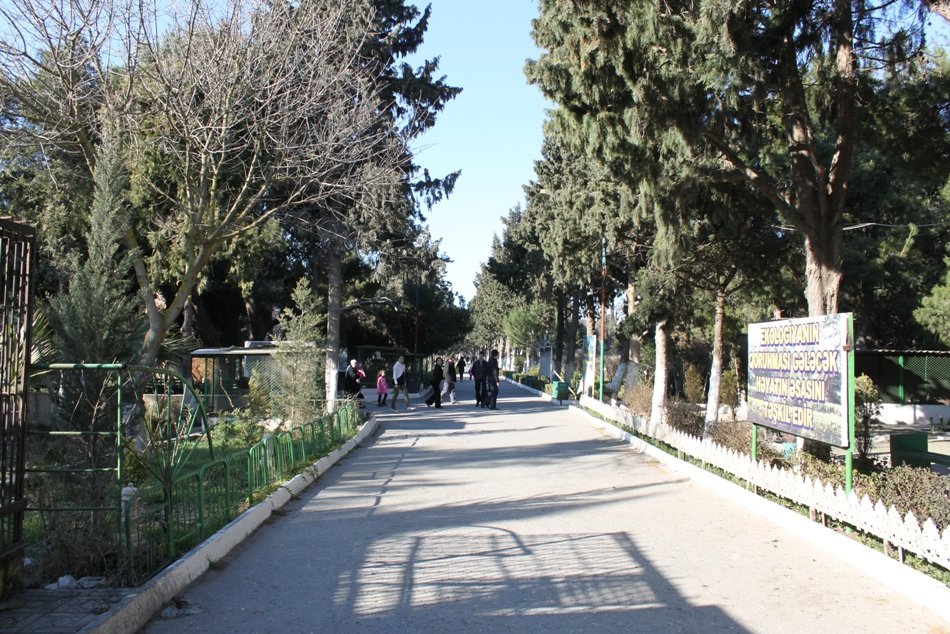
حديقة نباتات

الحدائق النباتية هي واحدة من أقدم شبكات المعلومات.يتم جمع معظم النباتات الهامة في الفترة الحالية في جمع الحدائق النباتية.وتنظم الرحلات لإدخال النباتات لمرحلة ما قبل المدرسة، وتلاميذ المدارس والطلاب.تقع الحديقة النباتية المركزية على ارتفاع 105-135 متر فوق مستوى سطح البحر، وهي واحدة من مراكزها الثقافية النظيفة بيئيا، وتضم المنطقة الخضراء في باكو، وتعزز أيضا إنجازات العلوم البيولوجية كمركز ثقافي وتعليمي.الحديقة النباتية المركزية، وهي قاعدة عملية للبحوث النباتية في باكو، هي أيضا ذات أهمية كبيرة لتعميم العلوم النباتية في المجتمع وتنمية الوعي البيئي للسكان، كمرفق حماية الطبيعة ذات الأهمية الاستراتيجية لحفظ التنوع البيولوجي في الجمهورية.في أزقة الحدائق النباتية، يمكن للزوار التعرف على نوع والجنس والوطن من النباتات المهتمة بها في مجالس معلقة على النباتات في الأذربيجانية والروسية واللاتينية.الحديقة النباتية المركزية، كمتحف أخضر، يعزز إنجازات العلوم البيولوجية وفكرة حماية الطبيعة بين السكان.العديد من زوار الحديقة - تلاميذ المدارس والطلاب والضيوف الأجانب، وممثلي مختلف السفارات والمنظمات العاملة في جمهوريتنا، باختصار، هم محبي الطبيعة.